# Lucius Castricius Regulus
Lucius Castricius Regulus est un habitant de Corinthe.

## Biographie
À Corinthe, en l'an 23, il est agonothète des concours isthmiques, qui incluent une épreuve de course à pied pour les jeunes femmes non mariées et un concours de poésie en honneur de Julia Augusta.